# Johann Friedrich Schweitzer
Johann Friedrich Schweitzer o Sweitzer, comunemente noto come Helvetius (Köthen, 17 gennaio 1630 – L'Aia, 29 agosto 1709) è stato un alchimista e medico tedesco.

## Biografia
Noto per i suoi libri Vitulus Aureus (1667), Ichts aus Nichts, für alle Begierigen der Natur (1655) e Miraculo transmutandi Metallica, Antwerp, 1667.
Helvetius nacque il 17 gennaio 1630 a Köthen (Anhalt) dal padre giurista Balthazar Sweitzer (Schweitzer, Elveto di Helvetius) e Anna Braunin. Nel 1649 si trasferì nella Repubblica olandese, dove conseguì una laurea presso l'Università di Harderwijk nel 1656 con una tesi sulla dissertazione della Peste. Per qualche periodo di tempo rimase ad Amsterdam, poi si trasferì all'Aia, dove divenne medico del Principe di Orange-Nassau (in seguito Guglielmo III d'Inghilterra). Scrisse numerosi libri sulle erbe e sulla medicina in olandese, tedesco e latino.
Helvetius sposò Johanna Pels (1643-1709) nel luglio 1658 a L'Aia, dalla quale ebbero 16 figli, tra cui Adriaan Helvetius (1662-1727), che introdusse l'uso dell'ipecac nella sua posizione presso la corte francese e di un altro medico di corte, Jean-Claude-Adrien Helvétius (1685-1755). Il filosofo Claude-Adrien Helvétius era figlio di quest'ultimo.